# Licuala bacularia
Licuala bacularia är en enhjärtbladig växtart som beskrevs av Odoardo Beccari. Licuala bacularia ingår i släktet Licuala och familjen Arecaceae. Inga underarter finns listade i Catalogue of Life.